# Källö-Knippla

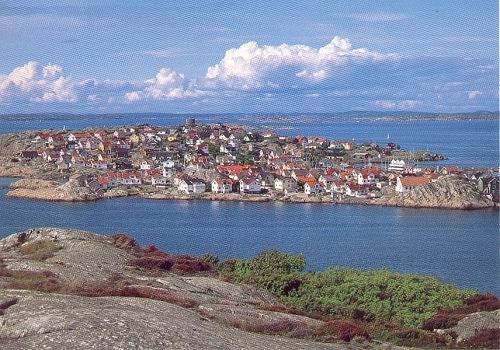
Källö-Knippla, bild tagen ifrån grannön Hälsö

Källö-Knippla, ibland bara Knippla, är en ö, tillika tätort, som tillhör Öckerö kommun och som ligger i Göteborgs norra skärgård. De två ursprungliga öarna, Källö och Knippla, är nu sammanbyggda och sundet mellan dem är helt igenfyllt.
Källö-Knippla ligger vid farleden mellan Göteborg och Marstrand. Ön har förbindelse med övriga delar av Öckerö kommun med och omvärlden genom Nordöleden, en avgiftsfri färjeförbindelse till Burö färjeläge på norra Hälsö.

## Historia
Källö-Knippla var förr ett fiskeläge.
Det första året någon bodde på Knippla var år 1778, då ett par flyttade från Hyppeln. Ytterligare några familjer flyttade därefter till ön. Det var den stora sillperioden som drog dit folk och vid dess slutpunkt år 1809 bodde det omkring 80 personer där. Därefter minskade befolkningen och år 1838 var endast elva hus på ön bebodda. Befolkning kom dock att öka igen och i mitten av 1800-talet var befolkningen åter uppe i ett 80-tal personer och år 1885 fanns där 35 hus.
Källö-Knippla var och är beläget i Öckerö socken och ingick efter kommunreformen 1862 i Öckerö landskommun. I denna inrättades för ön/orten 3 september 1915 Källö-Knippla municipalsamhälle som sedan upplöstes 31 december 1959.

### Befolkningsutveckling
| Befolkningsutvecklingen i Källö-Knippla 1960–2020              | Befolkningsutvecklingen i Källö-Knippla 1960–2020 | Befolkningsutvecklingen i Källö-Knippla 1960–2020 | Befolkningsutvecklingen i Källö-Knippla 1960–2020 | Befolkningsutvecklingen i Källö-Knippla 1960–2020 |
| -------------------------------------------------------------- | ------------------------------------------------- | ------------------------------------------------- | ------------------------------------------------- | ------------------------------------------------- |
|                                                                |                                                   |                                                   |                                                   |                                                   |
| År                                                             |                                                   |                                                   | Folkmängd                                         | Areal (ha)                                        |
| 1960                                                           | 1960                                              |                                                   | 645                                               |                                                   |
| 1965                                                           | 1965                                              |                                                   | 639                                               |                                                   |
| 1970                                                           | 1970                                              |                                                   | 594                                               |                                                   |
| 1975                                                           | 1975                                              |                                                   | 546                                               |                                                   |
| 1980                                                           | 1980                                              |                                                   | 534                                               |                                                   |
| 1990                                                           | 1990                                              |                                                   | 468                                               | 29                                                |
| 1995                                                           | 1995                                              |                                                   | 449                                               | 29                                                |
| 2000                                                           | 2000                                              |                                                   | 466                                               | 29                                                |
| 2005                                                           | 2005                                              |                                                   | 420                                               | 29                                                |
| 2010                                                           | 2010                                              |                                                   | 369                                               | 29                                                |
| 2015                                                           | 2015                                              |                                                   | 331                                               | 34                                                |
| 2020                                                           | 2020                                              |                                                   | 307                                               | 34                                                |
| Anm.: Namnändring 1980 från Källö-Knipplan till Källö-Knippla. |                                                   |                                                   |                                                   |                                                   |

## Samhället
Källö-Knippla är tättbebyggt, endast den nordöstra delen saknar bebyggelse. Här finns en gästhamn med restaurang, livsmedelsbutik, Knippla kapell, vandrarhem samt Thai-foodtruck.
På ön finns idrottsföreningen Knippla Idrottsklubb – KIK.

## Personer från Källö-Knippla
Kända personer från Källö-Knippla är bland annat författaren Daniel Fransson, fotbollsspelaren Kjell Olofsson och politikern Cyril Olsson, partisekreterare i Folkpartiet på 60-talet. Sångerskan Elisabeth Andreassen bodde på Källö-Knippla med sin familj från hon var 6 år till hon var 16 år.